# Andrzej Kiepas
Andrzej Kiepas – polski filozof, dr hab., profesor Instytutu Badań nad Edukacją i Komunikacją Politechniki Śląskiej, profesor zwyczajny Katedry Zarządzania Wydziału Humanistycznego i Społecznego Wyższej Szkoły Zarządzania Ochroną Pracy w Katowicach, Wyższej Szkoły Zarządzania i Nauk Społecznych im. ks. Emila Szramka w Tychach, oraz Instytutu Filozofii Wydziału Nauk Społecznych Uniwersytetu Śląskiego w Katowicach.

## Życiorys
Obronił pracę doktorską, następnie uzyskał stopień doktora habilitowanego. 16 października 2001 nadano mu tytuł profesora w zakresie nauk humanistycznych. Objął funkcję profesora zwyczajnego w Wyższej Szkole Zarządzania i Nauk Społecznych im. ks. Emila Szramka w Tychach, w Katedrze Zarządzania na Wydziale Humanistycznym i Społecznego Wyższej Szkoły Zarządzania Ochroną Pracy w Katowicach, oraz w Instytucie Filozofii na Wydziale Nauk Społecznych Uniwersytetu Śląskiego w Katowicach.
Piastuje stanowisko profesora w Instytucie Badań nad Edukacją i Komunikacją Politechniki Śląskiej.
Był dyrektorem w Instytucie Filozofii na Wydziale Nauk Społecznych Uniwersytetu Śląskiego w Katowicach, a także członkiem Komitetu Nauk Filozoficznych na I Wydziale Nauk Humanistycznych i Społecznych Polskiej Akademii Nauk.